# Trifon Iwanow
Trifon Marinow Iwanow (bulgarisch Трифон Маринов Иванов, wiss. Transliteration Trifon Marinov Ivanov; * 27. Juli 1965 in Lipniza, Oblast Weliko Tarnowo; † 13. Februar 2016 in Samowodene, Oblast Weliko Tarnowo) war ein bulgarischer Fußballspieler. Er trug wegen seines Aussehens den Spitznamen Bulgarischer Wolf.

## Laufbahn

### Verein
Iwanow begann seine Fußballerkarriere mit 18 Jahren bei seinem Heimatverein Etar Tarnowo, wo er gemeinsam mit Krassimir Balakow spielte. Bevor er auf seiner späteren Stammposition des Liberos spielte, wurde er vor allem im Angriff eingesetzt – dies ist auch möglicherweise eine Erklärung dafür, dass er, sehr zum Ärger einiger seiner Trainer, in einzelnen Partien zeitweise seine defensiven Pflichten vergaß, um lieber selbst zu stürmen.
Aufgrund seiner guten Leistungen wurde er bald von dem bulgarischen Großklub ZSKA Sofia verpflichtet, wo er mit Christo Stoitschkow einen weiteren prominenten Mitspieler an seiner Seite hatte. 1991 wechselte Iwanow für drei Jahre in die spanische Primera División zu Betis Sevilla. Vor allem kritisiert wegen seiner Undiszipliniertheiten, wurde er 1994 an Neuchâtel Xamax verkauft. Seine zweite Saison bei dem Schweizer Klub war vor allem geprägt durch die Konfrontation mit seinem Trainer Gilbert Gress, dem er Ahnungslosigkeit über den Fußballsport vorwarf, woraufhin Iwanow gehen musste und wieder für ein paar Monate für ZSKA Sofia spielte.
1995 kam er mit seiner Frau und seinen Töchtern nach Wien und kaufte sich ein Haus in Wien-Floridsdorf. Er wechselte gleichzeitig zu jenem Verein, bei dem er seine erfolgreichste Zeit erlebte, zum österreichischen Klub SK Rapid Wien. Gleich in seiner ersten Saison schaffte er mit Rapid den Meistertitel und kam bis ins Europapokalfinale der Pokalsieger. Seine starken Leistungen im darauffolgenden Jahr in der Champions League verschafften ihm sogar eine Nominierung in Europas „Team des Jahres“. Doch so gut Trifon Iwanow auch in der Champions League spielte, so schlecht spielte er in manchen Meisterschaftspartien und fiel, wie schon bei Neuchatel, vor allem durch Disziplinlosigkeiten auf, was seinen Trainer Ernst Dokupil zutiefst verärgerte. Als Rapid 1997 das meisterschaftsentscheidende Spiel gegen die Salzburger Austria verlor und Iwanow in den letzten Spielminuten unnötigerweise die Rote Karte sah, warf Dokupil den Bulgaren, trotz eines Vertrages bis 1998, aus der Mannschaft. Bis dahin war er für Rapid in 53 Meisterschaftspartien (sieben Tore) und 17 Europacuppartien (drei Tore) im Einsatz gewesen.
Um nicht für den Rest seines Vertrages zu den Rapid-Amateuren in die Wiener Unterliga abgeschoben zu werden, wechselte er schnell zu FK Austria Wien. Aber auch dort blieb ihm jeglicher weiterer Erfolg verwehrt, weshalb er es vorzog, wieder in seine bulgarische Heimat zu ZSKA Sofia zu wechseln, um sich auf die Weltmeisterschaft in Frankreich vorzubereiten. Sein letztes Jahr in Wien spielte er dann doch noch in der Wiener Unterliga, um seinen Töchtern das Beenden der Schulpflicht zu ermöglichen. Um in diesem Jahr allzu vielen Reportern und Fotografen zu entgehen, zog er in eine größere Wohnung in der Frömmlgasse (1210 Wien). Er spielte in dieser Zeit beim Floridsdorfer AC, wo er auch schließlich seine Karriere 2001 beendete.

### Nationalmannschaft
Für Bulgarien absolvierte Trifon Iwanow zwischen 1988 und 1998 insgesamt 75 Spiele, in denen er acht Tore erzielen konnte. 1994 überraschte Iwanow mit seinen bulgarischen Mannschaftskameraden die gesamte Sportwelt – als Nobodyteam zur WM 1994 gereist, erreichten sie das Semifinale und belegten schlussendlich den vierten Platz. Die zweite WM-Teilnahme von Iwanow (Frankreich 1998) verlief weniger glorreich: Ein letztes Mal spielten die Fußballveteranen Iwanow, Christo Stoitschkow und Emil Kostadinow miteinander und lieferten eine mehr als schwache Leistung ab, die auch gleichzeitig das Ende der goldenen Fußballära Bulgariens besiegelte.

## Nach dem Karriereende
Nach seinem Karriereende begann Trifon Iwanow mit dem Aufbau einer österreichischen Tankstellenkette in Nordbulgarien und gründete vier Unternehmen, die sich mit dem Ölhandel in Bulgarien befassten. Er erlag am 13. Februar 2016 im Alter von 50 Jahren einem Herzinfarkt und hinterließ seine Frau und zwei Töchter.

## Erfolge
- 1× österreichischer Meister: 1995/96
- Finale im Europacup der Cupsieger: 1995/96
- 2× bulgarischer Meister: 1990, 1992
- Bulgarischer Fußball-Supercup Gewinner: 1989
- Teilnahme an der WM 1994 (4. Platz), WM 1998 und EM 1996
- Österreichisches „Team der Saison“: 1995/96
- Fußballer des Jahres (Bulgarien): 1996
- Nominierung in Europas „Team des Jahres“: 1996